# Auch Zwerge haben klein angefangen
Auch Zwerge haben klein angefangen is een West-Duitse dramafilm uit 1970 onder regie van Werner Herzog.

## Verhaal
Enkele dwergen zitten opgesloten in een ver land. Ze zijn hun leefomstandigheden beu en komen in opstand tegen hun opzichters. Hun verzet heeft al spoedig ingrijpende gevolgen.

## Rolverdeling
| Acteur            | Personage |
| ----------------- | --------- |
| Helmut Döring     | Hombré    |
| Paul Glauer       | Opzichter |
| Gisela Hertwig    | Pobrecita |
| Hertel Minkner    | Chicklets |
| Gertrud Piccini   | Piccini   |
| Marianne Saar     | Theresa   |
| Brigitte Saar     | Cochina   |
| Gerd Gickel       | Pepe      |
| Erna Gschwendtner | Azucar    |
| Gerhard Maerz     | Territory |
| Alfredo Piccini   | Anselmo   |
| Erna Smollarz     | Schweppes |
| Lajos Zsarnoczay  | Chapparo  |
| Pepi Hermine      | President |